# Bartolomé de las Casas (paroisse civile)
Bartolomé de las Casas est l'une des quatre paroisses civiles de la municipalité de Machiques de Perijá dans l'État de Zulia au Venezuela. Sa capitale est Las Piedras.

## Odonymie
La paroisse civile est nommée en l'honneur de Bartolomé de las Casas (1474-1566), historien, prêtre et défenseur des droits des Amérindiens pendant la colonisation espagnole de l'Amérique.

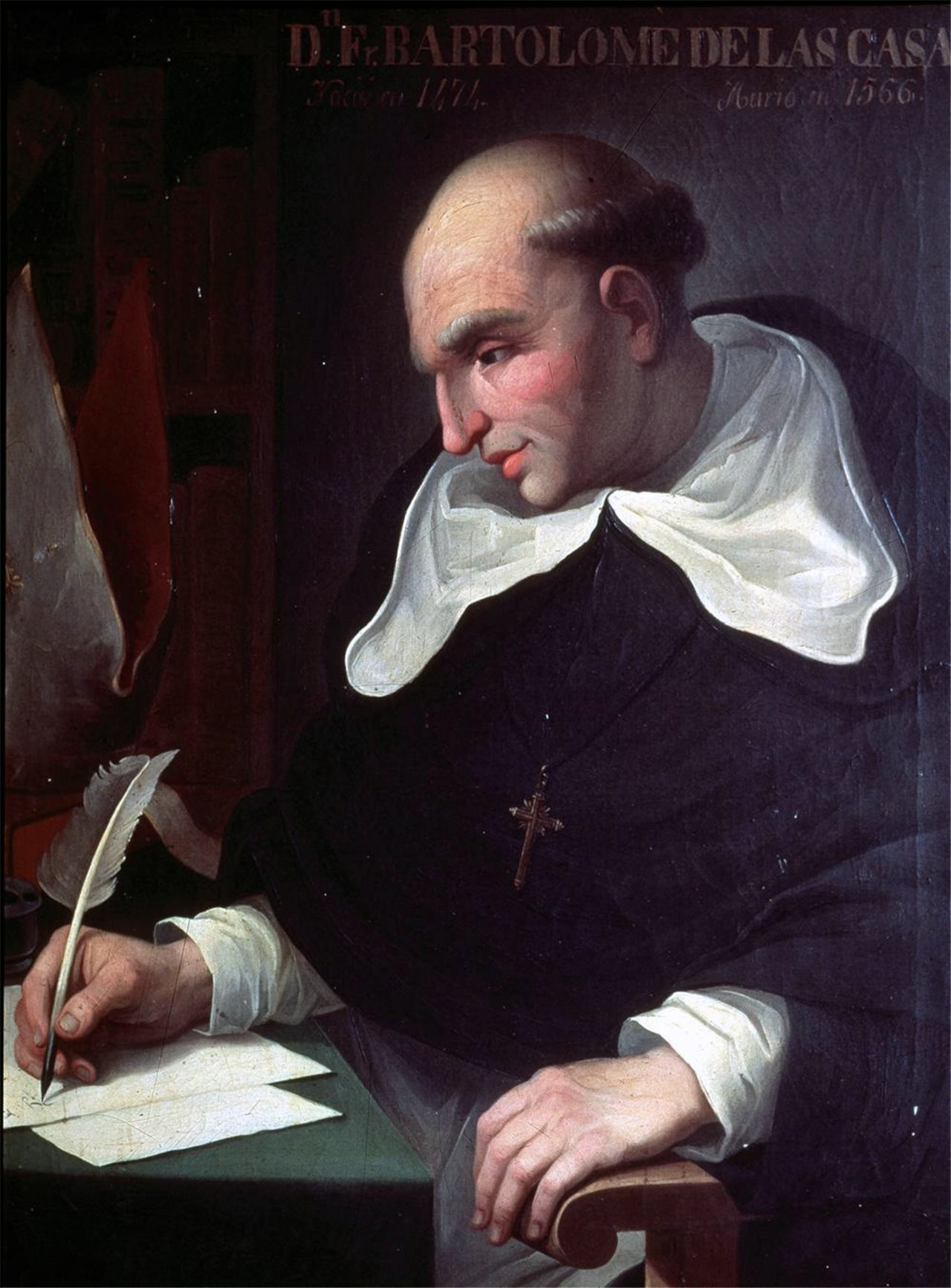
Bartolomé de las Casas, peintre anonyme du XVIe siècle.